# Boris Kopitović
Boris Kopitović, né le 17 septembre 1994 à Podgorica au Monténégro, est un footballeur international monténégrin qui joue au poste de défenseur central au FK Sutjeska Nikšić.

## Biographie

### Débuts professionnels
Natif de Podgorica au Monténégro, Boris Kopitović est formé par le Budućnost Podgorica, club qui lui permet de faire ses débuts en professionnel en 2011. Après quatre saisons passées dans ce club il rejoint l'Hapoël Acre, où il joue durant la saison 2015-2016. En 2016 il fait aussi un bref retour dans son pays en jouant pour le FK Mladost.
Le 1er janvier 2017 Kopitović rejoint le FK Čukarički, en Serbie.

### BATE Borisov
Le 3 août 2019, Boris Kopitović s'engage en faveur du BATE Borisov. Il joue son premier match pour son nouveau club le 11 août 2019 face au Energetik-BDU Minsk, en championnat. Il est titulaire ce jour-là et son équipe s'impose sur le score de quatre buts à un.

### Vojvodina Novi Sad
Le 26 août 2021, Boris Kopitović fait son retour en Serbie en s'engageant avec le Vojvodina Novi Sad,. Il joue son premier match pour son nouveau club le 11 septembre 2021 contre le FK Metalac Gornji Milanovac. Il est titulaire et les deux équipes se neutralisent (2-2).

### En sélection
Boris Kopitović honore sa première sélection avec l'équipe du Monténégro le 2 juin 2018, face à la Slovénie. Ce jour-là il est titulaire, et son équipe s'incline sur le score de deux buts à zéro.
Le 14 octobre 2018, il inscrit son premier but en sélection contre la Lituanie, lors d'un match de Ligue des nations de l'UEFA (victoire 1-4).

## Palmarès
BATE Borisov
- Vainqueur de la Coupe de Biélorussie en 2020.